# Audi Avus quattro

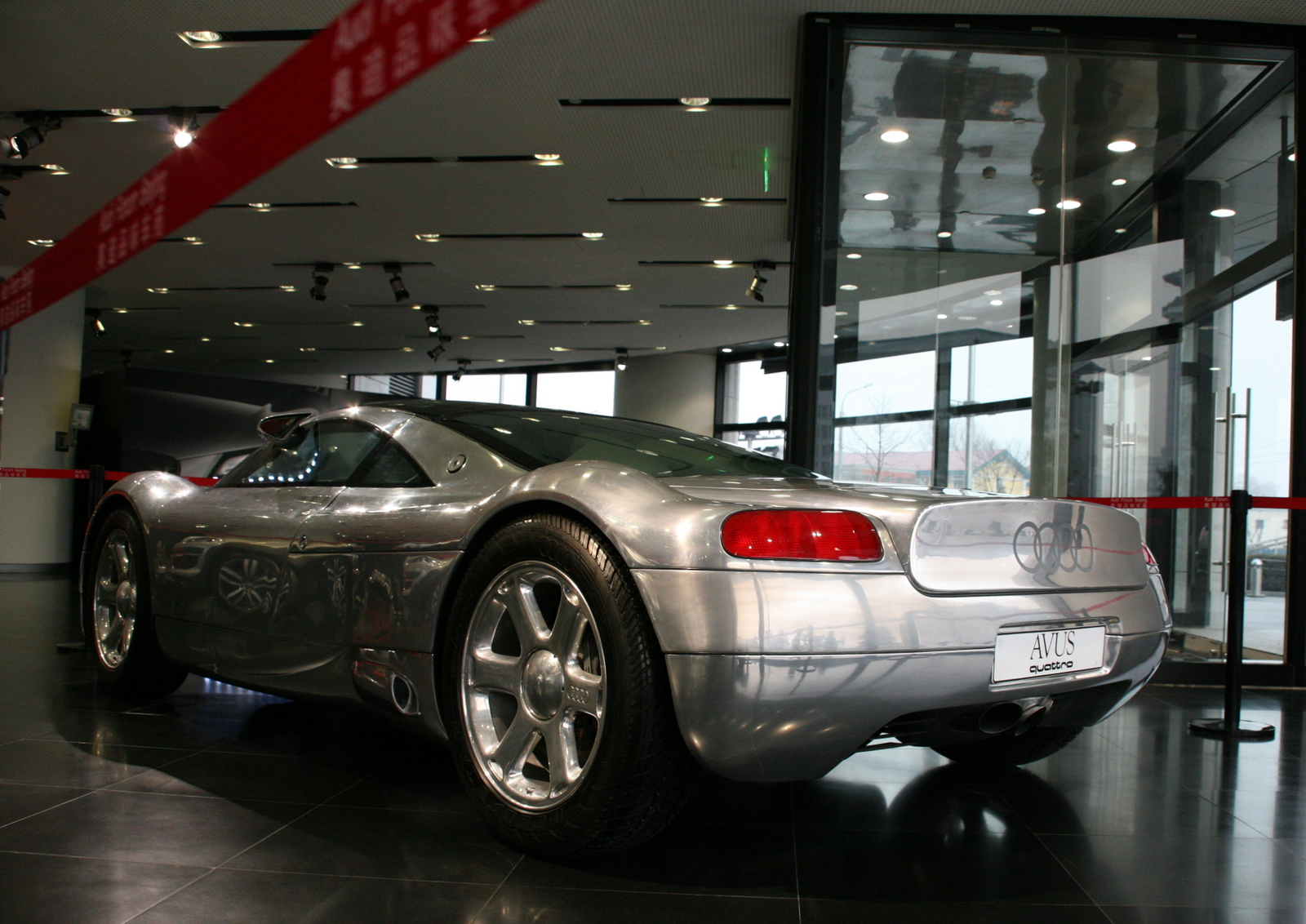
Heck der Designstudie

Der Audi Avus quattro ist eine Designstudie des Automobilherstellers Audi. Das Fahrzeug wurde 1991 auf der Tokyo Motor Show vorgestellt. Die Karosserieform mit einem NACA-Lufteinlass im Dach wurde von dem US-Amerikaner J Mays entworfen, nach anderer Quelle beim Advanced Design Studio in München unter der Leitung von Martin Smith.

## Technik
Das Fahrzeug hat eine Karosserie aus Aluminium auf einem Rohrgerippe und einen Mittelmotor. Als Antrieb war ein 12-Zylinder W-Motor (drei Vierzylinder-Zylinderbänke im Winkel von 60° zueinander) mit 5 Ventilen pro Zylinder und einem Hubraum von 6,0 Litern vorgesehen, der 374 kW (509 PS) leisten sollte, damit hätte der Wagen nach Firmenangaben eine Höchstgeschwindigkeit von 340 km/h erreicht und in drei Sekunden von 0 auf 100 km/h beschleunigt. Das Sechsganggetriebe wäre manuell zu schalten gewesen und alle Räder wären angetrieben worden. Im Ausstellungsstück war eine Motorattrappe aus Holz und Kunststoff eingebaut. Benannt wurde das Fahrzeug nach der Berliner Rennstrecke AVUS.